# Canadian Brass
Канадский брасс-квинтет (англ. Canadian Brass) — канадский духовой камерный ансамбль, выступающий с 1970 года. Лауреаты премий «Грэмми» и «Джуно».

## История
Канадский ансамбль медных духовых инструментов (англ. Canadian Brass Ensemble) сформирован в 1970 году; в его первый состав входили Стюарт Лаутон и Уильям Филлипс (трубы), Грэм Пейдж (валторна), Юджин Уоттс (тромбон) и Чарльз Даленбак (туба). На следующий год Лаутона сменил Рональд Ромм, а ансамбль был переименован в Canadian Brass. В 1972 году Филлипса сменил Фред Миллс, и в этом составе ансамбль выступал до 1983 года. Дополнительные изменения в составе происходили в 1983, 1986 и 1996 годах.
Члены ансамбля, первоначально входившие в состав Филармонического оркестра Гамильтона, вскоре заняли места постоянных исполнителей Центра высшего образования Банфа. Уже в 1972 году брасс-квинтет при поддержке канадского правительства предпринял первое европейское турне с хором Festival Singers. После этого ансамбль гастролировал в Китае, Японии, Гонконге, Индонезии, Австралии, СССР и Европе, принимая участие в крупных международных фестивалях: Парижском и Эдинбургском. Квинтет выступал с ведущими канадскими симфоническими оркестрами, записав десятки дисков (общий объем продаж в мире превышает 2 миллиона). В его репертуаре музыка эпохи Возрождения и барокко, рождественская музыка, марши, регтаймы и джаз — в общей сложности свыше 200 произведений.
За время существования коллектив 13 раз номинировался на «Джуно» в различных номинациях и в 1985 году стал лауреатом этой премии в номинации «Исполнитель-инструменталист года». В 2000 году Canadian Brass стал одним из лауреатов премии «Грэмми» за лучший сборник классической музыки. В альбом-победитель вошла одна из визитных карточек квинтета — Hornsmoke Питера Шикеле. В 2010 году альбом квинтета Stars & Stripes: Canadian Brass Salute America, составленный из патриотических песен и маршей, 8 недель занимал место в чарте 25 лучших классических альбомов по версии журнала «Billboard» и достиг второго места в этом чарте.

## Действующий состав
- Калеб Хадсон (труба)
- Фабио Брум (труба)
- Джефф Нелсен (валторна)
- Ахиллес Лиармакопулос (тромбон)
- Чарльз (Чак) Даленбак (туба)

## Бывшие участники
- Фредерик (Фред) Миллс (труба)
- Рональд (Рон) Ромм (труба)
- Йенс Линдеманн (труба)
- Юджин (Джин) Уоттс (тромбон)